# برلیانس اتو
برلیانس آتو (به چینی: 華晨汽車集團控股有限公司) یک شرکت دولتی خودروسازی در چین است، که در زمینه مونتاژ خودروهای شرکت‌های ب‌ام‌و، میتسوبیشی موتورز، پورشه، تویوتا، پینین‌فارینا و ایتال‌دیزاین فعالیت می‌کند.
شرکت برلیانس آتو در سال ۱۹۹۲ توسط یانگ رونگ راه‌اندازی شد و تا سال ۲۰۰۲ تنها به تولید مینی‌بوس اشتغال داشت. از سال ۲۰۰۳ درپی امضای قرارداد با ب‌ام‌و شروع به مونتاژ خودرو نمود. شرکت برلیانس در سال ۲۰۱۲ شمار ۶۵۰ هزار دستگاه خودرو تولید کرد و در سال ۲۰۱۳ به‌عنوان ششمین تولیدکننده خودرو چین شناخته می‌شود.
دفتر مرکزی این شرکت در شهر شن‌یانگ، چین قرار دارد و سهام آن در بازارهای بورس اوراق بهادار هنگ کنگ و بورس فرانکفورت معامله می‌شود.

## نگارخانه

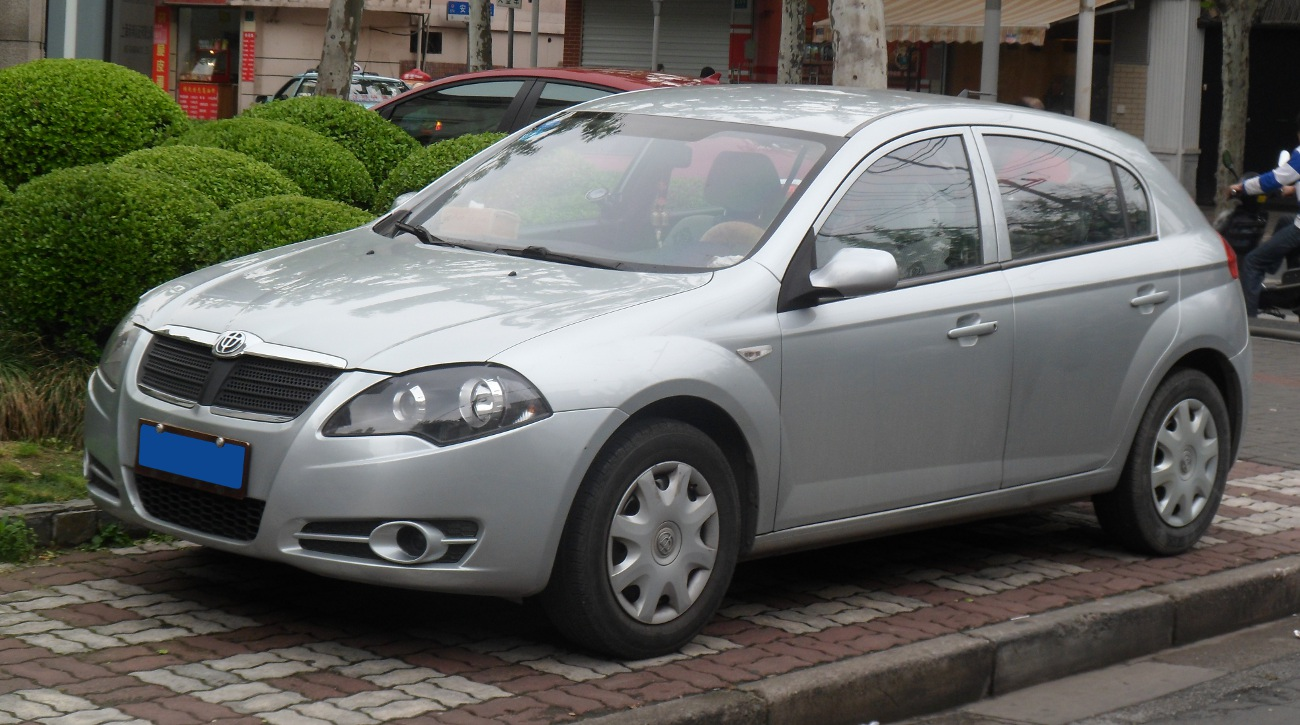
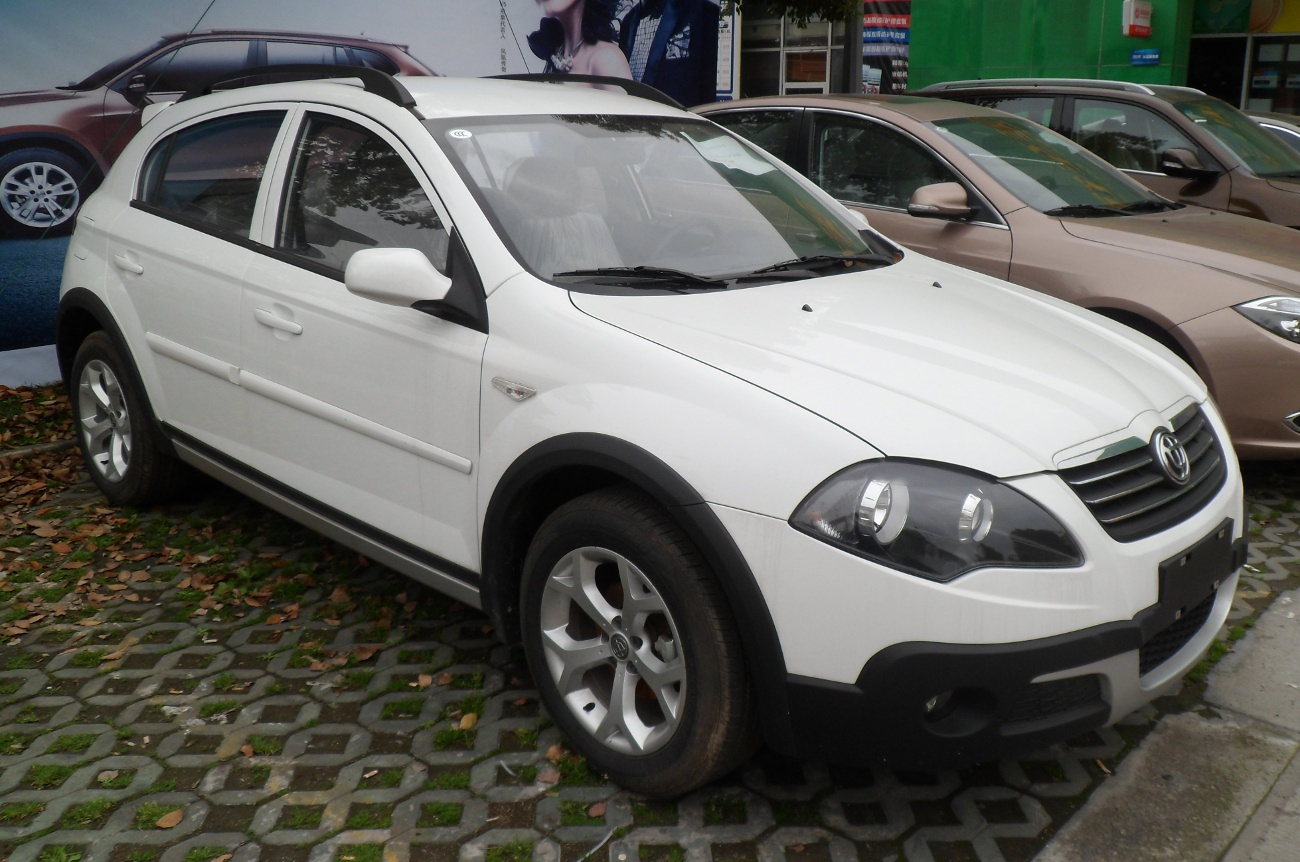
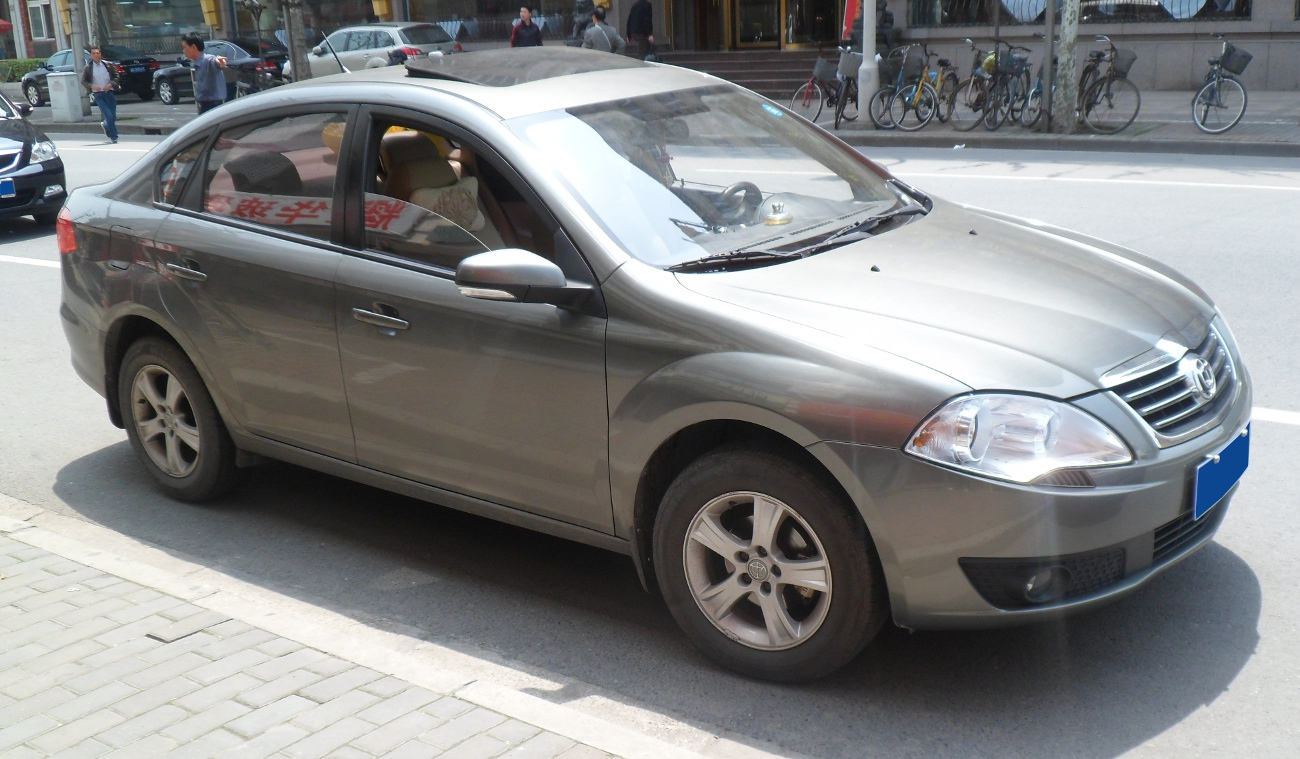
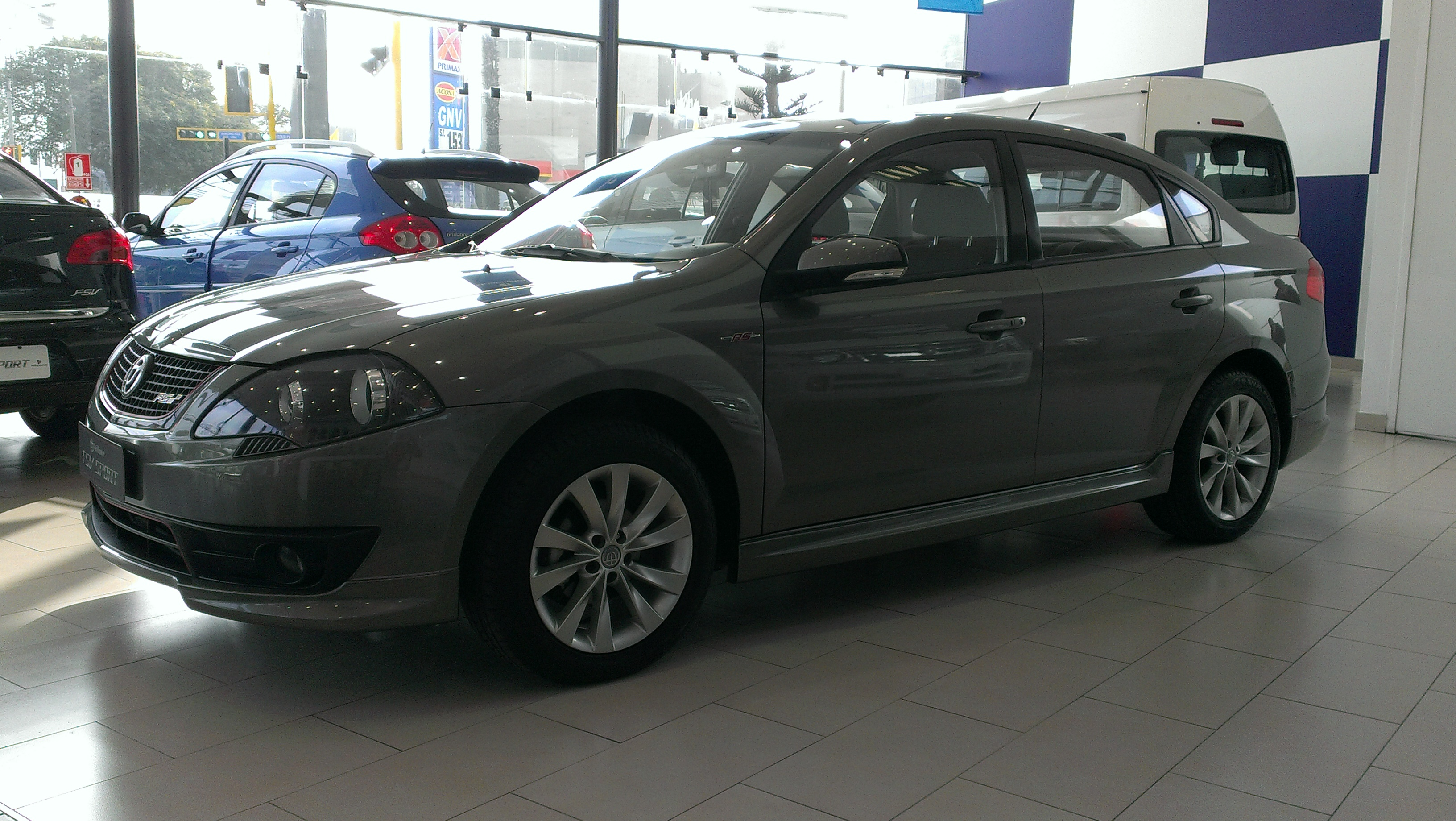
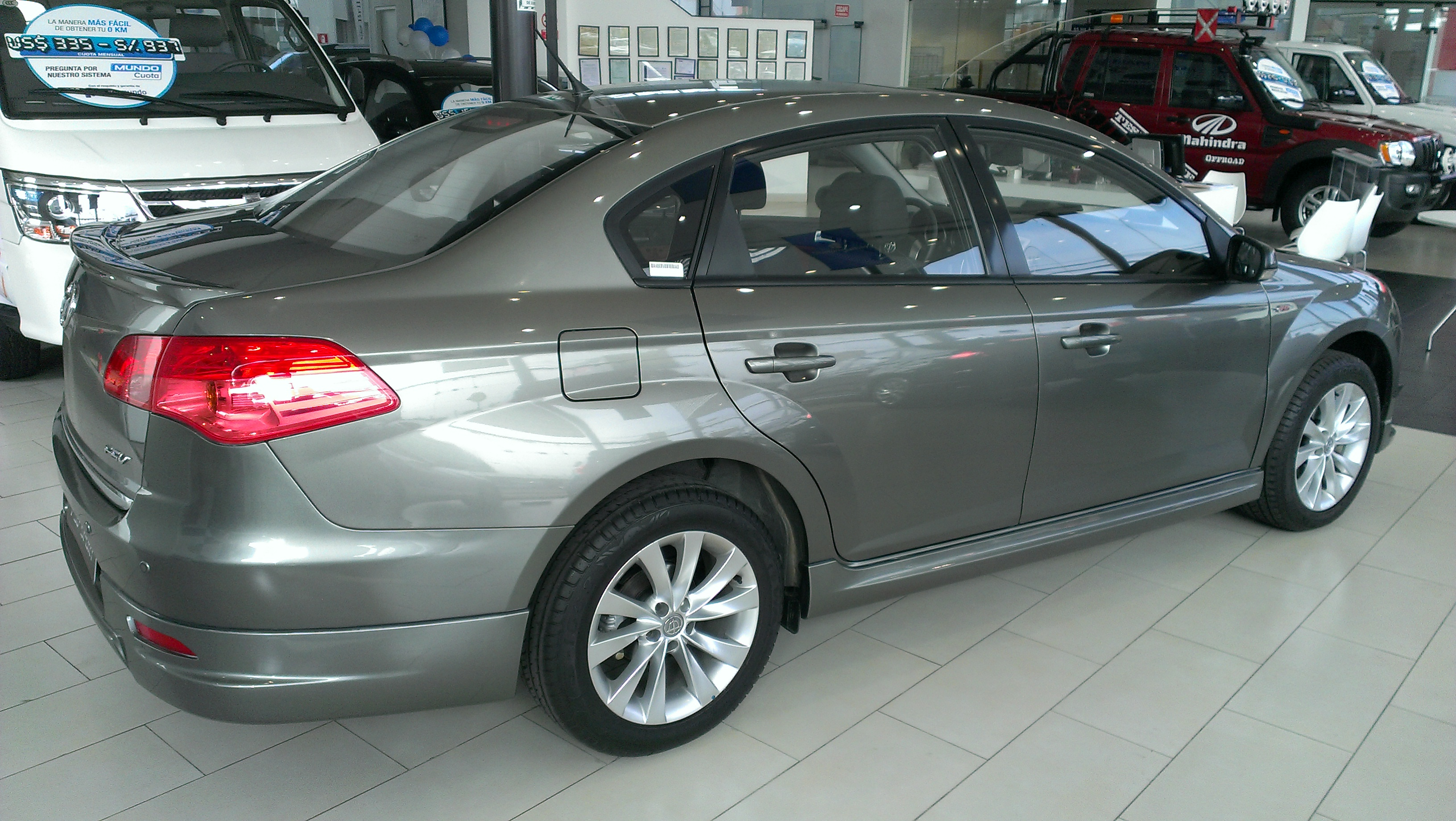
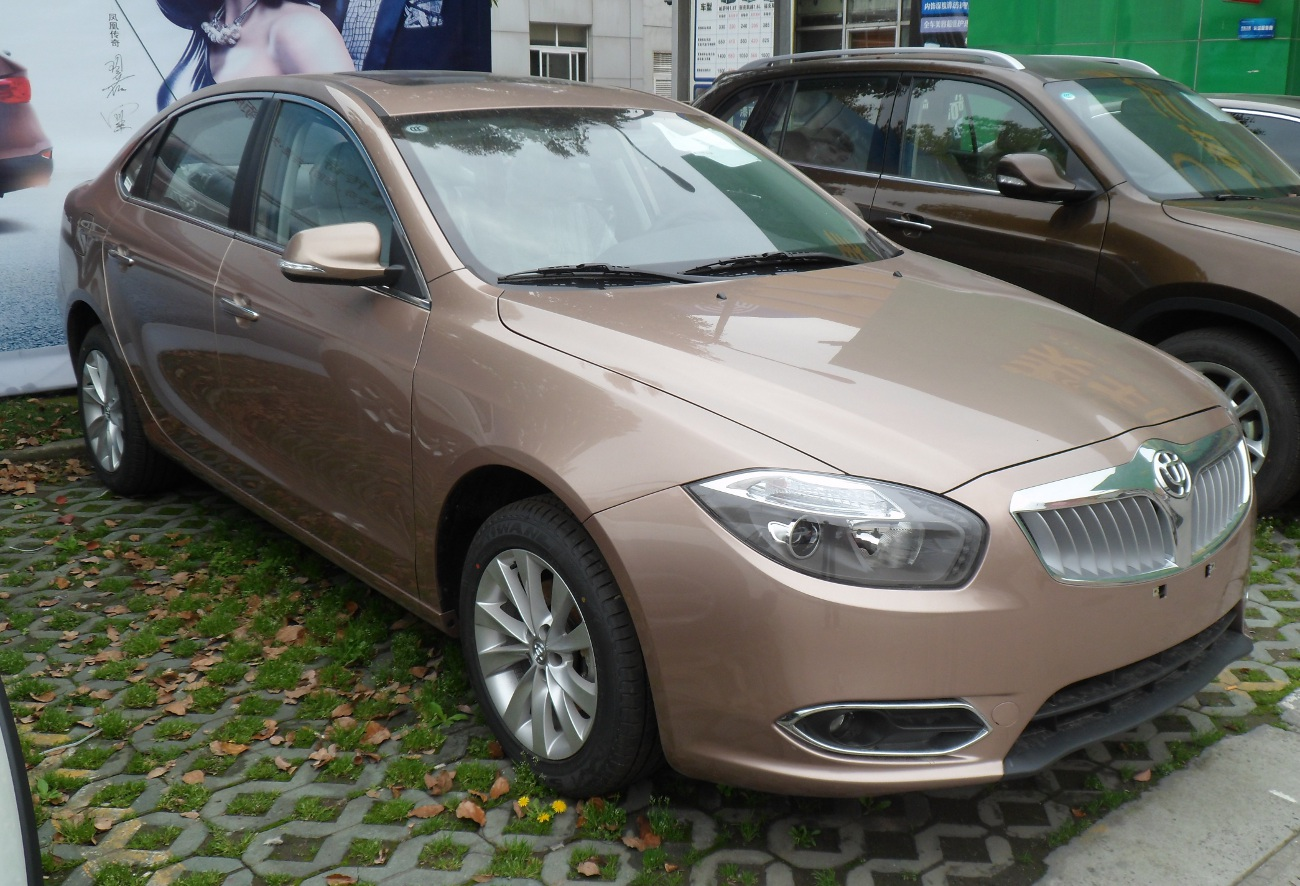
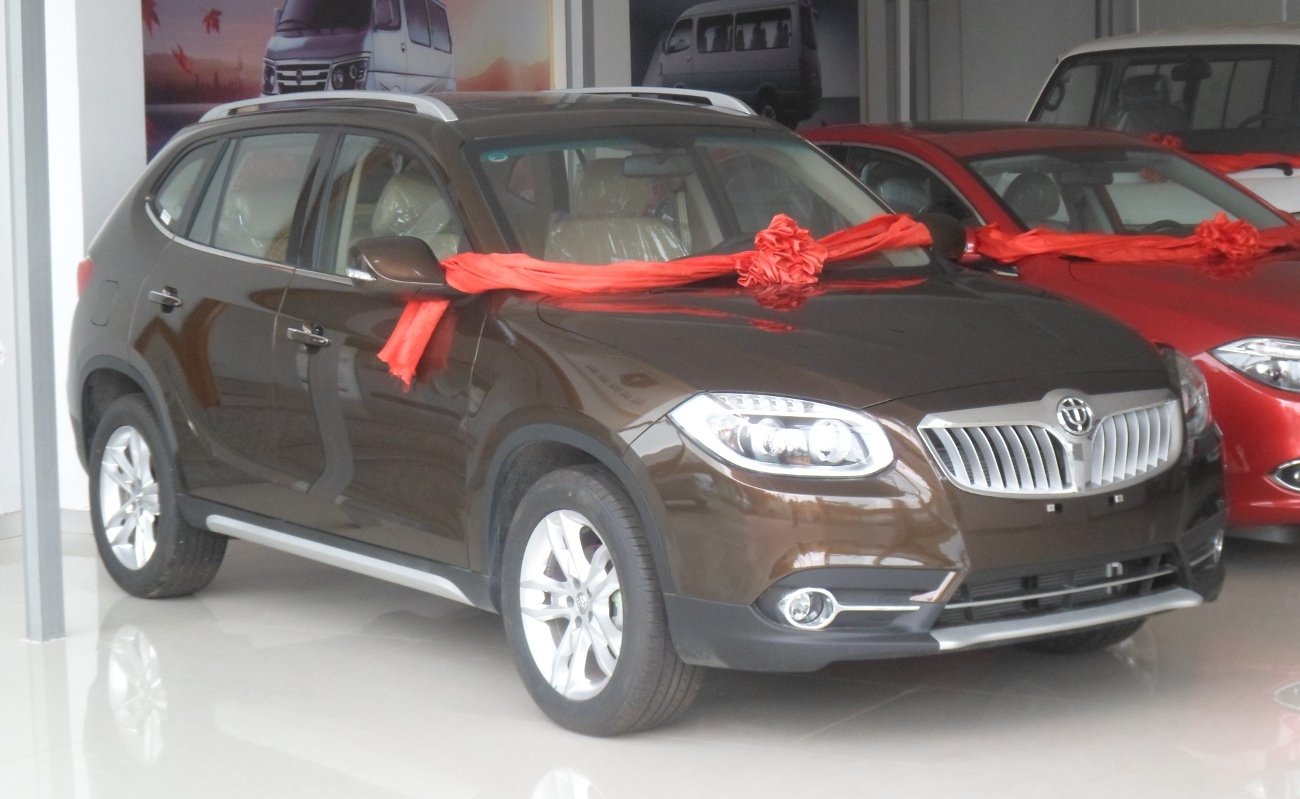

## ایران
خودروهای سواری برلیانس در ایران توسط شرکت‌های سایپا و پارس خودرو مونتاژ می‌شود. تاکنون در ایران مدل‌های H230 و H220 و H320 و H330 و V5 و کراس این شرکت عرضه شده‌اند، که پس از مدتی تولیدشان توسط شرکت پارس خودرو متوقف شد.